# Siegfried (Wagner)
Siegfried és la tercera de quatre òperes que formen part de la tetralogia Der Ring des Nibelungen, composta per Richard Wagner amb un llibret del mateix compositor basat en el poema èpic medieval alemany Das Nibelungenlied (segle xiii) i en la saga islandesa Edda Major (segle xiii). Va ser estrenada al Festival de Bayreuth el 16 d'agost de 1876, amb ocasió de la primera representació completa del cicle de l'Anell. En l'estrena van participar, entre d'altres, Georg Unger com Siegfried, Max Schlosser com Mime, Franx Betz com el Rodamon  (Wotan), Karl Hill com Alberich i Amalie Materna en el paper de Brünnhilde.
Siegfried, criat al bosc pel ferrer nibelung Mime amb el propòsit d'utilitzar-lo per recuperar el tresor dels nibelungs custodiat pel drac Fafner, lluita contra les imposicions dels déus, en un univers on cal renunciar a l'amor per aconseguir el poder i en un context on la Natura ferida és un personatge més i la corrupció l'enemic a vèncer. Siegfried, el fill dels boscos, encarna el nou heroi que ha de salvar el món corromput pel poder de l'Anell. En la segona jornada de la tetralogia, Wagner va superar totes les barreres musicals, teatrals i estètiques del seu temps. L'orquestra mostra en aquesta obra una capacitat narrativa insòlita. Torna la melodia infinita wagneriana amb passatges musicals extraordinaris com la forja de l'espasa Nothung, els seductors murmuris del bosc, la baralla amb el drac o el duo de Siegfried i Brünnhilde.

## Sinopsi argumental
La història és continuació de l'exposada a Das Rheingold i Die Walküre

### Acte I
Mime, nan nibelung germà d'Alberich, es troba forjant una espasa dins de la seua cova, en el bosc. Planeja recuperar l'anell per a si mateix, havent criat Siegfried perquè puga acabar amb Fafner, actual posseïdor de l'anell, i així complir el seu desig. Mime necessita fer una espasa per a Siegfried però el jove, amb una força brutal, ha trencat totes les armes que se li han atorgat. Siegfried torna de la seua caminada pel bosc i demana que se li revele el seu origen. Mime es veu obligat a explicar que va haver de tenir cura de Sieglinde, sa mare, mentre donava a llum, però que al final ella va morir, fent-se càrrec de l'infant. Mime mostra les restes de l'espasa Nothung i Siegfried li ordena que la repare.

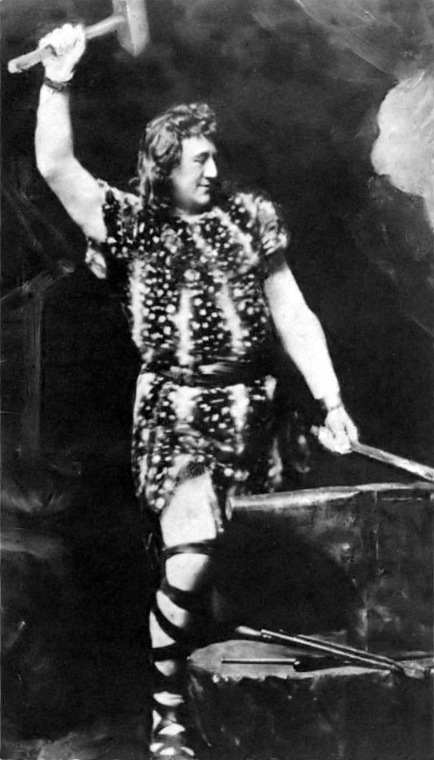
Siegfried (l'actor Heinrich Gudehus) forja la seua espasa, Nothung

Siegfried ix de la Cova i Mime entra en un estat de desesperació, ja que les habilitats del nan no són prou bones com per a reparar la llegendària espasa. Un ancià (que realment és Wotan disfressat de pelegrí errant o rodamon) apareix sobtadament. El Rodamon ofereix un concurs d'endevinalles en el qual cadascú en presentarà tres i aquell que perdi, perdrà també la vida. Mime accepta el repte, amb el propòsit de desfer-se del convidat no desitjat. El nan pregunta el nom de les races que viuen davall la terra, sobre ella i en el firmament. Wotan respon que són els nibelungs, els gegants i els déus. Després l'ancià fa les seues tres preguntes: Quina és la raça més estimada per Wotan però la pitjor tractada? Com s'anomena l'espasa que pot derrotar a Fafner? Qui pot forjar aquesta espasa? Mime contesta que la raça és la dels Wälsung (l'estirp de Siegfried) i l'espasa és Nothung. Mime no sap respondre la darrera pregunta i Wotan li perdona la vida, tot revelant-li que "només aquell que no coneix la por" podrà forjar de nou l'espasa i afegeix que, a més, aquesta persona li llevarà la vida a Mime.
Siegfried torna i s'amoïna perquè Mime no ha progressat gens amb l'espasa. Mime dedueix que l'única cosa que mai no havia ensenyat a Siegfried era la por. Sigfried es mostra ansiós per conéixer aquesta emoció i, per tant, el nan li promet portar-lo davant de Fafner, el drac. Com que Mime es declara incapaç de forjar Nothung novament, Siegfried decideix intentar-ho pel seu compte, i comença a fer-ho. Mentrestant, Mime prepara un brou enverinat que usarà per a matar Siegfried després que el jove haja derrotat el drac. Un cop forjada Nothung, per provar la seva duresa i eficàcia, Siegfried trenca d'una sol cop l'enclusa on ha forjat l'espasa.

### Acte II
Nit tancada. Veiem Alberich davant l'entrada de la cova de Fafner vetllant. El Rodamon apareix i ambdós es reconeixen mútuament. Alberich, sempre enfurismat i desconfiat alhora, declara els seus plans de dominar el món una vegada l'anell estigui en el seu poder. Wotan declara que la seua intenció no és recuperar l'anell. Per a reforçar els seus arguments, sobtadament Wotan desperta a Fafner i li comunica que un heroi s'aproxima per a lluitar amb ell. Fafner no li dona gaire importància, refusa lliurar l'anell a Alberich i acaba adormint-se novament. Wotan i Alberich es retiren.
A trenc d'alba, Siegfried i Mime arriben a la cova. Mime decideix mantenir les distàncies mentre que Siegfried s'acosta a l'entrada de la cova. Després d’un curt diàleg en què Mime prova per darrer cop d'espantar Siegfried sense aconseguir-ho, Mime s'amaga desitjant que Fafner i Siegfried es maten un a l’altre. Mentre el guerrer espera que el drac aparega, veu un ocell reposant sobre un arbre. Siegfried intenta reproduir el seu cant utilitzant una flauta matussera que es fa amb una canya. Li resulta impossible. Després l'heroi toca una melodia utilitzant una trompa, la qual cosa acaba de despertar a Fafner. Després d'una breu conversa plena de provocacions, Siegfried i Fafner lluiten entre si i Siegfried apunyala Fafner, just en el cor, amb la llegendària Nothung.
En el seu últim alè, Fafner, després d’explicar al noi breument la seva història, descobreix que el que l’ha occit és Siegfried i l'adverteix d'una traïció. Quan Siegfried es prepara a retirar la seva espasa del cos del drac, es crema amb la sang i per instint posa el dit a la boca. En tastar la sang del drac, descobreix que pot entendre el que l'ocell està cantant. Aquest l’adverteix que Mime provarà de matar-lo i que no se’n refiï de les seves paraules falsament afalagadores. Siegfried segueix les instruccions de l'ocell i, així, recull l'anell i el Tarnhelm del tresor de Fafner. Mentrestant apareixen Mime i Alberich en un diàleg ràpid i crispat per apoderar-se del tresor. Alberich s’amaga i Mime es queda amb Siegfried, que ha sortit de la cova amb l’anell i el Tarnhelm. Siegfried es queixa que encara no sap què és la por. Mime no deixa d'aprofitar l'oportunitat i li ofereix una beguda enverinada. No obstant això, la sang del drac permet que Siegfried pugui sentir els pensaments del nibelung, i per tant, quan s'adona de les veritables intencions del nan, el noi mata a Mime amb l'espasa.
Tot seguit, l'ocell explica a Siegfried l'existència d'una dona que jau sobre una roca, envoltada per una flama màgica. Siegfried decideix anar-la a buscar per a veure si ella li pot ensenyar què és la por. Amb Siegfried seguint l’ocell a través del bosc s’acaba l’acte.

### Acte III

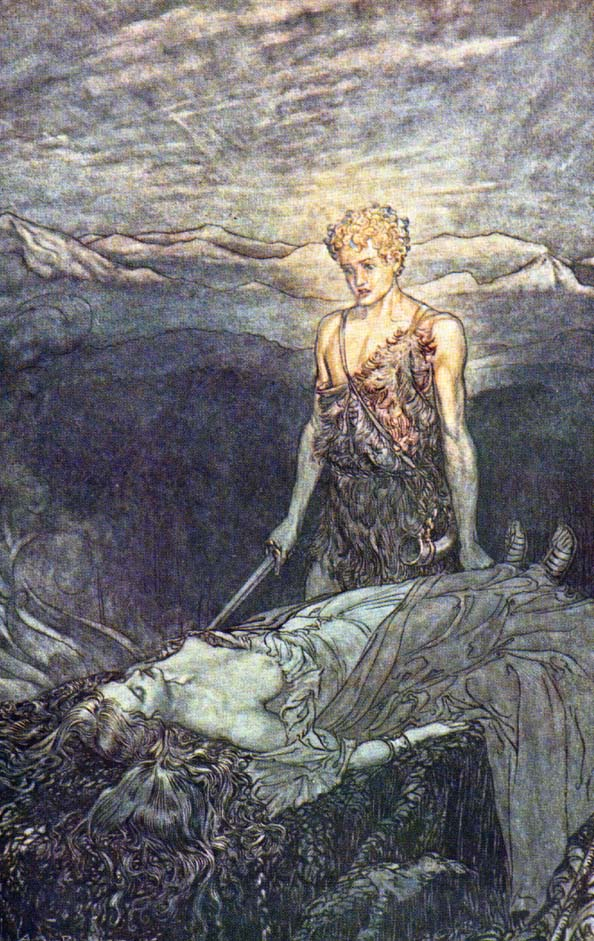
Siegfried s'acosta a l'adormida Brunilda. Il·lustració d'Arthur Rackham

És negra nit a la base de la muntanya on descansa Brünnhilde. Wotan invoca Erda, deessa de la terra. En un diàleg magnífic, Erda apareix, confosa per la sobtada crida, i no sap què dir. Wotan li pregunta com pot aturar una roda que roda i desfer-se de l’angoixa que sent. Erda li retreu les incoherències que ha comès, en castigar Brünnhilde per complir les seves intencions. Wotan s’enfada i l’informa que ja no tem la fi dels déus. El llegat de Wotan quedarà en Siegfried, els Wälsung i en Brünnhilde. Aquesta raça i els dos herois treballaran junts per a redimir el món a través de l’amor. Erda es retira.
Siegfried arriba on es troba Wotan (que encara està disfressat) i el déu l'interroga. Siegfried no reconeix el seu avi, i les seues respostes són una mica insolents en tant que no sap qui és el seu interlocutor. L'heroi decideix continuar la seua marxa cap a Brünnhilde. El Rodamon prova de bloquejar-li el pas argumentant que una vegada la seva llança ja va trencar l'espasa. Siegfried, ple d’entusiasme furiós destrueix la llança de Wotan amb un colp de la llegendària Nothung. Wotan recull les peces de la seua llança i desapareix.
En una transició musical magnífica, Siegfried travessa el cercle de foc i arriba on és Brünnhilde. Inicialment creu que la figura correspon a un home però, una vegada li lleva l'armadura, descobreix que és una dona. Siegfried no sap com reaccionar i experimenta sensacions que no ha sentit mai. Finalment, aquest sentiment de dubte li causa por i sense saber per què, acaba besant a Brünnhilde, la qual es desperta. Brünnhilde es lamenta davant Siegfried d’haver perdut la seva divinitat i haver-se de lliurar a ell com a dona mortal. L’heroi la convenç perquè l'estimi sense reserves i ella li replica que sempre l’ha estimat, fins i tot abans de néixer. L'amor per Siegfried acaba d'apoderar-se de la valquíria, qui renuncia a tot allò relacionat amb el món dels déus. Junts, Siegfried i Brünnhilde proclamen que viuran l'amor i es riuran de la mort. Amb una coda musical extraordinària clou l’acte i baixa el teló.